# 奧米利涅
50°9′27″N 27°50′44″E / 50.15750°N 27.84556°E
奧米利涅（烏克蘭語：Омильне），是烏克蘭北部的村莊，隸屬日托米爾州的日托米爾區。該村始建於1800年，面積29平方公里，海拔高度255米，2001年人口47。